# 那桐
那桐（1857年9月11日—1925年6月28日），字琴轩，叶赫那拉氏，内务府满洲镶黄旗人。清末重臣，科举出身，官至军机大臣、内阁大学士及皇族内阁的协理大臣。

## 生平
生于咸丰七年七月二十三日（公历1857年9月11日）。光绪十一年（1885年）乙酉科顺天乡试，中试第112名举人。由户部主事历保四品京堂，授鸿胪寺卿，迁内阁学士。二十六年（1900年）兼直总理各国事务衙门，晋理藩院左侍郎。八国联军攻陷北京后，任留京办事大臣，随奕劻、李鸿章与联军议和。次年以户部右侍郎，赏给头品顶戴，授为专使大臣，前往日本。1902年又派充赴日本观博览会大臣。在参观博览会之余，率领随员留心考察日本的警政、路政。
1903年升户部尚书，调外务部兼步兵统领，管工巡局事，创办警务、开辟新式马路、兴办东安市场。并平反王维勤冤狱，商民颂之。1905年晋大学士，仍充外务省会办大臣。1906年，兼属民政部尚书，晋东阁大学士，督办税务大臣。宣统元年（1909年）初任军机大臣。1911年为“皇族内阁”协理大臣。同年爆发辛亥革命，与奕劻、徐世昌一起保举启用已被罢职的袁世凯。袁世凯内阁成立时，任弼德院顾问大臣。
民国后寓居天津英租界，春夏回北京金鱼胡同那家花园（今和平宾馆地址），1925年农历五月初八日（6月28日），病逝于北京那家花园寓所，享年69岁。葬于北京那桐墓。
著有《那桐日记》（1890-1925）（现代版2006年）.

## 畫廊
现存于北京清华大学中的“清华园”、“清华学堂”匾额为那桐亲笔题写。

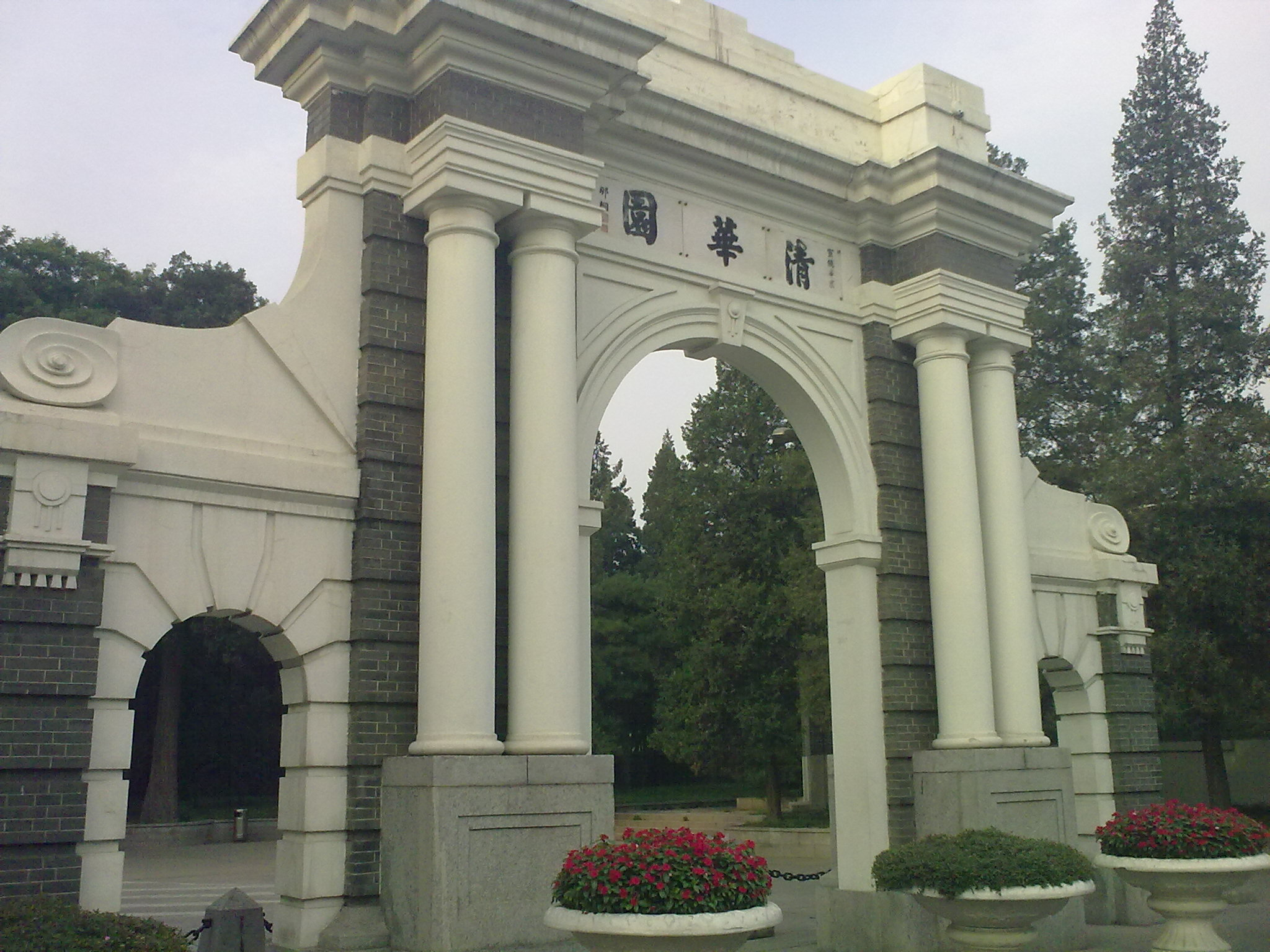
那桐題寫的清華大學二校門上“清華園”題字
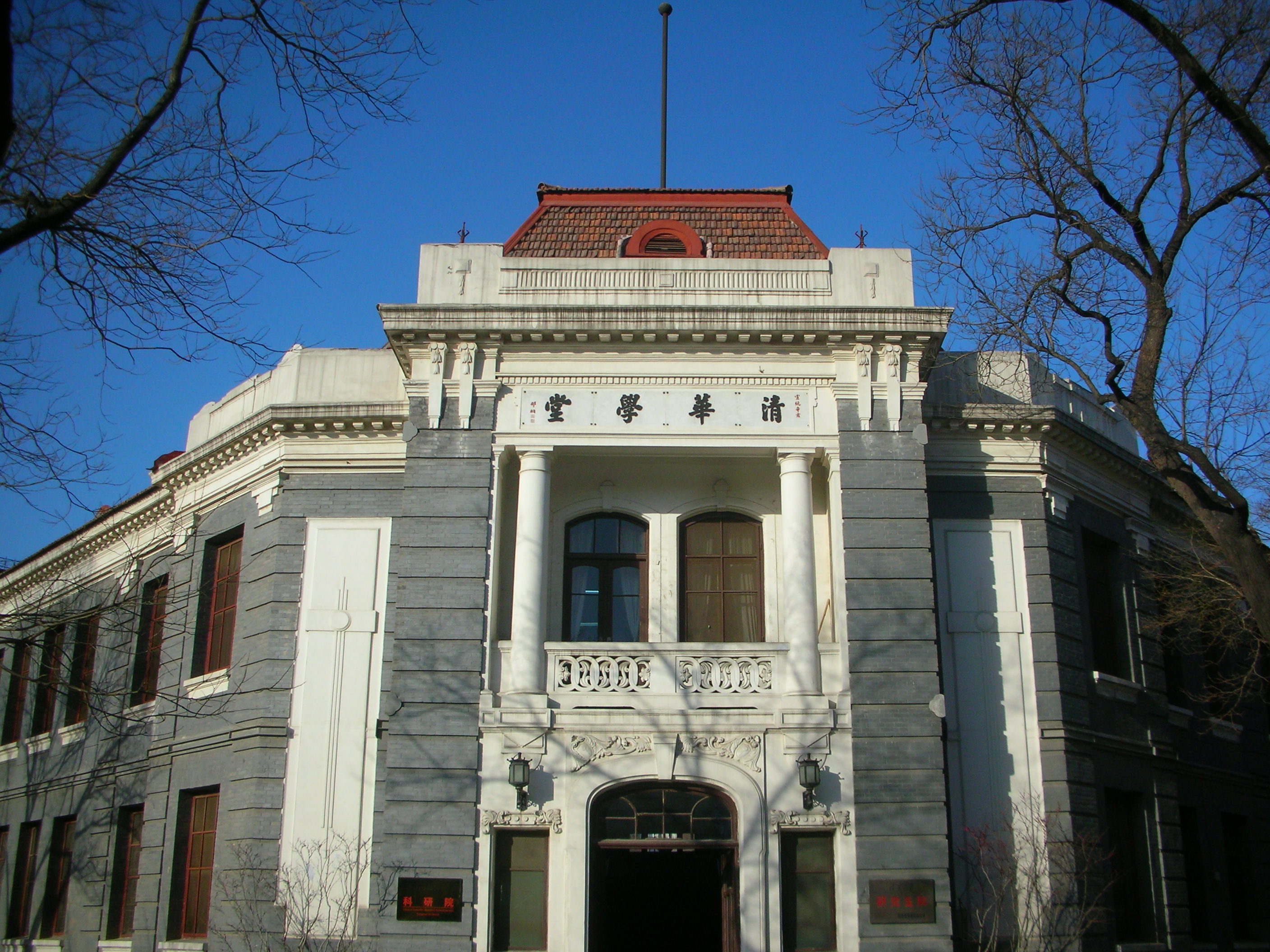
那桐題寫的清華學堂上的“清華學堂”題字

## 家庭
- 始祖檗吉，授亲军，从龙入关。妻王氏。
- 世祖黑塞。妻张氏。
- 世祖堆齊。妻朱氏。
- 太高祖常英，掌仪司筆帖式，辑《叶赫纳兰氏族谱》。妻李氏。
- 高祖德敏，内管领。妻梅氏。
- 曾祖彭年，内务府造办处员外郎。曾祖母李氏、瓜爾佳氏。胞兄柏年。
- 祖父嘉庆己卯科翻译进士興泰 (繙譯進士)。嫡祖母杨氏（父内务府正黄旗汉军、盛京佐領楊恆森，祖父兵部侍郎虔礼宝即光绪十五年己丑（1889）翰林楊鍾羲高祖；姑母楊氏嫁内务府正白旗汉军王鶴齡，其孙末任驻藏大臣联豫）。继祖母王氏（父內務府正黃旗漢軍、乾隆乙卯科舉人扎拉芬）。
- 祖伯父興誠，内务府造办处笔帖式。妻李氏（胞兄内务府正白旗汉军、杭州织造崑瑛；系光緒三年（1877年）丁丑科进士繼昌 (光緒進士)家族）。子一咸豐乙卯科舉人定安[1]，造办处筆帖式。子二内务府郎中、江南織造斌安；孙光绪丁丑进士那謙，光绪丙子进士那桂。
- 父浦安（其母王氏），咸豐三年（1853年）癸丑科二甲進士，戊午科场案被杀。
- 母李氏（父内务府正白旗汉军、杭州织造崑瑛；姑母李氏嫁那桐之祖伯父興誠；胞侄女李氏嫁内务府镶黄旗汉军、咸丰辛亥恩科举人劉氏裕曾（父道光壬午恩科進士豫益）；系光緒三年（1877年）丁丑科进士繼昌 (光緒進士)家族）。
- 胞叔咸豐辛丙辰科進士文肅公銘安；妻佟佳氏（父正藍旗滿洲、廣東高廉鎮總兵、盛京昭陵總管科布托善）、棟鄂氏 。子陸軍部右侍郎那晉。女一葉赫那拉氏，嫁正蓝旗满洲費莫氏志忠（父文達公文煜，胞叔道光癸未科進士文懿）。女二葉赫那拉氏，嫁内务府正白旗汉军鄭文焕（字伯質）（胞兄光绪元年（1875年）乙亥科舉人、词人鄭文焯，父陕西巡抚郑瑛棨）。
- 嫡妻趙氏。继妻鄧佳氏（父祥？，號靄亭，內務府正白旗漢軍、内务府六庫郎中；胞兄誠璋，字裕如，内务府郎中、清末农工商部丞参）。受正黄旗蒙古额哲特氏慧仙女士（父热河都统库克吉泰，夫正白旗蒙古、工部郎中、世袭云骑尉布鲁特氏承厚）之托，誠璋以受托之慧仙遗产于光緒三十二年（1906）创立北京慧仙女工学校，并于民国七年（1918）撰写慧仙女工学校碑（此碑原位于北京市东城区南吉祥胡同，现存五塔寺内北京石刻艺术博物馆）；该校创立时，光绪帝欽賜御書“育才興學”匾額。

## 子女
- 有一子，名绍曾，后冠张姓，亦称张绍曾。
- 女八人，多嫁入王侯将相之家，包括庆亲王载振、袁世凯等。

  - 长女，适完颜希贤，崇厚孙，衡平子。

  - 次女，适舒舒觉罗氏延鸿。

  - 三女，适（皇族）觉罗钟山，广东布政使觉罗成允子。钟山子钟寿民。

  - 四女，适瓜尔佳氏保衡。法部尚书廷杰子。

  - 五女，张荷卿，适溥钟，贝子载振长子、庆亲王奕劻孙。生子毓定。

  - 六女，张兰卿，适溥锐，贝子载振次子、庆亲王奕劻孙。

  - 七女，张蕙卿，适穆叔愚。

  - 八女，张芸卿，适楊耀曾，汉军正红旗人。候选道杨焕宸之子、公使杨儒之孙、江宁布政使杨能格曾孙。

## 延伸阅读
[在维基数据编辑]
 《清史稿/卷439》，出自趙爾巽《清史稿》
 在维基共享资源阅览影像